# Hanne Ørvad
Hanne Birte Ørvad f. Vestergaard (27. februar 1945 i Nakskov - 5. januar 2013 i København) var en dansk sanger og komponist.
Hanne Ørvad blev uddannet i sang ved Det Kgl. Danske Musikkonservatorium, og som komponist var hun autodidakt. I 1995 modtog hun Statens Kunstfonds treårige arbejdsstipendium for komponister. Blandt hendes kompositioner tæller korværkerne Vega og Vinterorgel, musik for diverse kammerbesætninger, soloværker og et enkelt orkesterværk. Hanne Ørvad blev i 1968 gift med komponist Timme Ørvad. Sammen har de sønnen, accordeonist Adam Ørvad.